# Aneilema
Aneilema es un género de plantas con flores de la familia Commelinaceae.  Comprende 262 especies descritas y de estas, solo 62 aceptadas.

## Distribución
Es natural de las regiones  tropicales, subtropicales y templadas del globo.

## Descripción
Son plantas herbáceas, perennes, con un rizoma grande horizontal y tallos erectos o ascendentes. Las hojas son alternas y la flores de color blanco, azul, púrpura o verdoso dispuestas en inflorescencias terminales. El fruto es indehiscente y globoso.

## Taxonomía
El género fue descrito por Robert Brown y publicado en Prodromus Florae Novae Hollandiae 270. 1810[1810]. La especie tipo es: Aneilema biflorum R. Br. 	

## Especies seleccionadas
- Aneilema acuminatum
- Aneilema acutifolium
- Aneilema adhaerens
- Aneilema aequinoctiale
- Aneilema affine[4]